# Makita

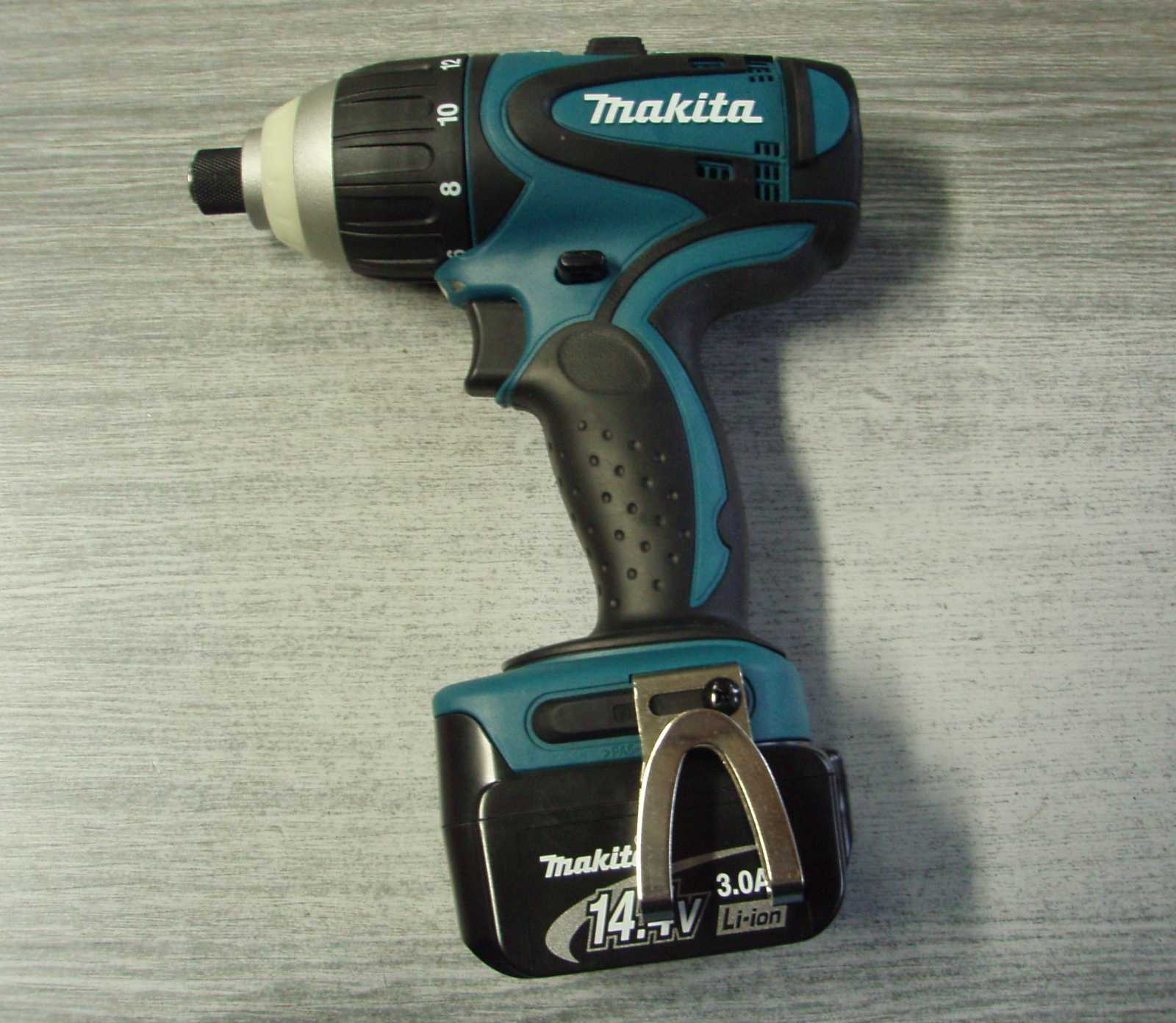
Jedno z narzędzi firmy Makita

Makita (jap. 株式会社マキタ Kabushiki-gaisha Makita) – japoński producent elektrycznych i spalinowych narzędzi z siedzibą w Anjō w prefekturze Aichi. Przedsiębiorstwo zostało założone 21 marca 1915 roku.

## Rodzaje narzędzi
- bruzdownica do rowków w murze
- dłutownica łańcuchowa
- dmuchawa elektryczna
- dmuchawa spalinowa
- elektryczna piła posuwowa
- elektryczna piła taśmowa
- elektryczny pilnik taśmowy
- frezarka do rowków
- frezarka górnowrzecionowa do drewna
- grubościówka do drewna
- kosa spalinowa
- kosiarka elektryczna
- kosiarka spalinowa
- klucz udarowy
- latarka (aku.)
- młot udarowy
- młotowiertarka (el. i aku.)
- nożyce do blachy
- nożyce do żywopłotu
- odkurzacz (el. i aku.)
- opalarka
- pilarka do metalu
- pilarka łańcuchowa (el. i aku.)
- pilarka spalinowa
- pilarka stołowa
- przecinarka do metalu
- przecinarka kątowa
- przecinarka spalinowa
- ręczna pilarka tarczowa
- strug elektryczny
- strug wręgownik
- szlifierka prosta
- szlifierka do betonu
- szlifierka kątowa
- szlifierka mimośrodowa
- szlifierka oscylacyjna
- szlifierka szczotkowa
- szlifierka taśmowa
- szlifierko-polerka
- ukośnica
- wiertarka kątowa
- wiertarka udarowa (el. i aku.)
- wiertarko-wkrętarka (el. i aku.)
- wkrętarka
- wyrzynarka (el. i aku.)
- zagęszczacz do betonu (aku.)
- zszywacz (aku.)

## Makita w Polsce
Polski oddział firmy nadzorujący dystrybucję w kraju, został założony w styczniu 1995 roku w Bielsku-Białej.